# Storthyngura spinosa
Storthyngura spinosa är en kräftdjursart som först beskrevs av Frank Evers Beddard 1885.  Storthyngura spinosa ingår i släktet Storthyngura och familjen Munnopsidae. Inga underarter finns listade i Catalogue of Life.